# Obhojnogor
Obhojnogor (beng. অভয়নগর; ang. Abhaynagar) – miasto w Bangladeszu, w prowincji Khulna. W 2001 rok liczyło 73 006 mieszkańców.